# ویرا درودی
ویرا درودی (ایتالیایی: Vera Drudi) بازیگر اهل ایتالیا است.

## گزیدهٔ نقش‌آفرینی‌ها

### سینما
- یک زن، دو دوست، چهار عاشق (۱۹۸۰)
- من زامبی، تو زامبی، او زامبی (۱۹۷۹)
- دربان برهنه (۱۹۷۶)
- سکس با لبخند ۲ (۱۹۷۶)
- تازه‌کار (۱۹۷۵)
- تقدیم به مادر عزیزم در زادروزش (۱۹۷۴)
- میهمان (۱۹۷۴)
- تنه (۱۹۷۳)
- جووانونا شاسی‌بلند (۱۹۷۳)
- راه اژدها (۱۹۷۲)
- راهبه آتش‌پاره (۱۹۷۲)
- بازهم حکایت‌های کانتربری سکسی (۱۹۷۲)
- تمامی رنگ‌های تاریکی (۱۹۷۲)
- لیولا (۱۹۶۳)
- باراباس (۱۹۶۱)

### تلویزیون
- ماجراهای پینوکیو